# Эттербек
Эттербек (фр. Etterbeek, нидерл. Etterbeek) — одна из девятнадцати коммун, образующих в совокупности Брюссельский столичный регион. Эттербек расположен к юго-востоку брюссельской агломерации. Население коммуны — 42,3 тыс. человек.
Хотя кампус Брюссельского свободного университета часто называют Кампус Эттербек, в действительности кампус полностью расположен на территории Икселя (хоть и рядом с границей Эттербека). Железнодорожная станция Эттербек также расположена не в Эттербеке, а в Икселе, рядом с границей Эттербека.

## История
Эттербек впервые упоминается в 1127 году как Ietrebecca. Современная форма (Etterbeek) впервые встречается в 1138 году. Городская коммуна Эттербек, в переводе с нидерландского бегущий ручей, возниклa в результате роста Брюсселя и поглощения им деревни Мальбек в XIX веке. В начале XX века Эттербек вошёл в состав Брюссельской агломерации. Благодаря прокладке новых широких улиц и другим градостроительным работам Эттербек превратился из деревни в пригород на окраине большого города.

## Языки
Как и другие районы Брюсселя, он официально двуязычный. Официальными в нём признаны французский, на котором говорит до 80 % населения, и нидерландский языки. Расположен в центре Брюсселя. Площадь — 3,15 км ². Плотность населения превышает 15.620 чел./ км ², что значительно выше среднебрюссельского показателя.

## Население
- 2009 — 42.902 жителя
- 2020 — 48.194 жителя

## Парки
В данной коммуне имеется много парков:
- Парк Леопольда (Брюссель)
- Парк 50-летия (Брюссель)
- парк Жан-Феликса Гапа

## Транспорт
В Эттербеке расположено три станции метро (Mérode, Thieffry and Pétillon) и одна железнодорожная станция (Mérode)

## Достопримечательности

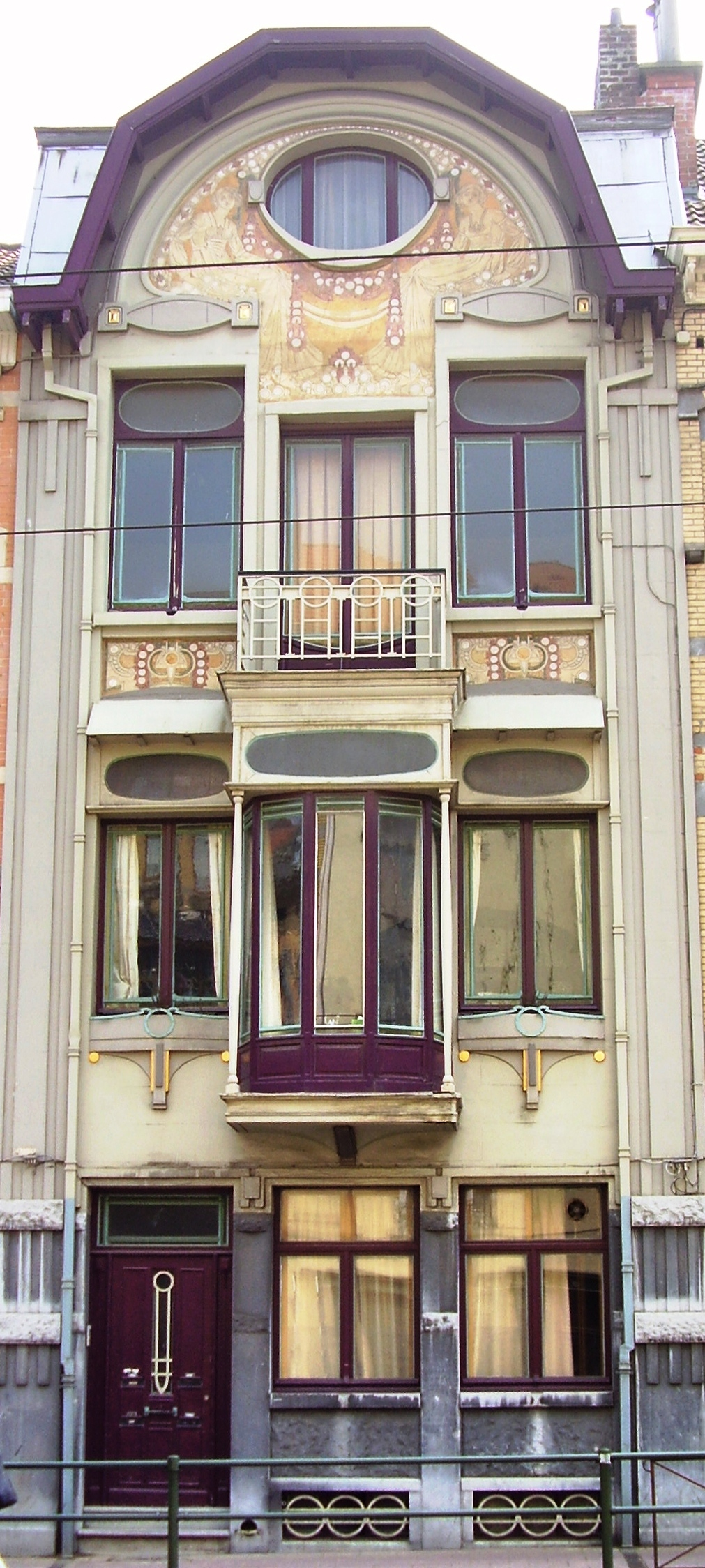
Дом работы архитектора Поля Коши, avenue de la Chasse / Jachtlaan 141

- Дом барона (Baronie) расположен на улице Sint-Pieterssteenweg, № 56-58. Это барочное здание, построенное в 1680 году, является самым старым жилым домом Эттербека. Как следует из названия, Дом барона принадлежал барону-владельцу Эттербека.
- Площадь короля-победителя. Была открыта 23 февраля 1936 года. Названа в честь короля Альберта I
- Дом Коши (maison Cauchie) — дом в стиле ар-нуво, построенный архитектором Полем Коши (Paul Cauchie). Расположен по адресу Frankenstraat, 5. Кроме этого, наиболее известного, в Эттербеке есть и другой дом, построенный Полем Коши. Он расположен на улице avenue de la Chasse / Jachtlaan 141
- Церковь Св. Антона Падуанского (Kerk van Sint-Antoon van Padua) — построенная в 1905—1935 годах церковь в неоготическом стиле. Расположена на площади Св. Антона. Архитекторы — Эдмонд Сернеелс (Edmond Serneels) и Жорж Кошо (Georges Cochaux).
- Бывший арсенал. Расположен на перекрёстке улиц Waversesteenweg и de Louis Schmidtlaan. Строительство арсенала началось в 1884 году и окончательно завершилось только в 1946 году. До 1976 года арсенал использовался бельгийской армией. В 1989 году бывший арсенал был отреставрирован, сейчас его помещения используются разными фирмами.
- Район-сад Жует-Рей (Cité Jouët-Rey). Этот квартал расположен между улицами Generaal Henrystraat и de Landbouwersstraat. Он состоит из тридцати двух домов. Жует-Рей был построен в 1909—1910 годах в духе концепции город-сад.
- Памятники и городская скульптура
  - Бюст архитектора Эдмонда Сернеелса (1875—1934) установлен на площади Св. Антона, перед церковью, которая была построена по его проекту. Бюст был открыт в 1935 году
  - Бюст лётчика Эдмонда Тьеффри (Edmond Thieffry) — первого лётчика, совершившего перелёт из Бельгии в Конго (в 1925 году). Бюст установлен на улице Boileaulaan, рядом с перекрёстками улиц Edmond Mesenslaan и Nestor Plissartlaan. Бюст был открыт 10 июля 1932 года.
  - Памятник артиллеристам Первой мировой войны. Расположен на площади Prinses Jean de Mérodesquare, примыкающей к улице Tervurenlaan. Был открыт 6 мая 1934 года.
  - Памятник погибшим за родину в Первой мировой войне. Расположен рядом с домом 193 по улице Sint-Pieterssteenweg.
  - Памятник полицейским, погибшим при исполнении служебных обязанностей. Расположен за ратушей.
  - Памятиник Константину Менье — скульптору из Эттербека. Памятник был открыт 21 июля 1931 года. Памятник расположен на площади Acaciaplein
  - Статуя «Стрелок из лука» расположена на площади Vier Augustusplein. Была открыта в 1962 году.
  - Статуя «Маленькая русалочка». Расположена на площади Leopoldstadsquare.
  - Статуя «Сидящая женщина». Расположена в квартале между улицами Baron de Castrostraat, Commandant Ponthierstraat, Vrijwilligerslaan и de Louis Schmidtlaan.

Также город известен тем, что здесь 9 января 1970 года родилась известная певица с мировым именем Лара Фабиан.